# Academia de Ciências da Hungria
A Academia de Ciências da Hungria (abreviado: ACH; em húngaro:  Magyar Tudományos Akadémia, MTA) é a mais importante e prestigiada sociedade científica da Hungria. Foi fundada em 3 de novembro de 1825.

## Presidentes da Academia de Ciências da Hungria
| József Teleki           | November 17, 1830 - February 15, 1855   |
| Emil Dessewffy          | April 17, 1855 – January 10, 1866       |
| József Eötvös           | March 18, 1866 – February 2, 1871       |
| Menyhért Lónyay         | May 17, 1871 – November 3, 1884         |
| Ágoston Trefort         | May 28, 1885 – August 22, 1888          |
| Loránd Eötvös           | May 3, 1889 – October 5, 1905           |
| Albert Berzeviczy       | November 27, 1905 – March 22, 1936      |
| José Augusto da Áustria | March 22, 1936 – October 1944           |
| Gyula Kornis            | March 7, 1945 – October 29, 1945        |
| Gyula Moór              | October 29, 1945 – July 24, 1946        |
| Zoltán Kodály           | July 24, 1946 – November 29, 1949       |
| István Rusznyák         | November 29, 1949 – February 5, 1970    |
| Tibor Erdey-Grúz        | February 5, 1970 – August 16, 1976      |
| János Szentágothai      | October 26, 1976 – May 6, 1977          |
| János Szentágothai      | May 6, 1977 – May 10, 1985              |
| Iván Berend             | May 10, 1985 – May 24, 1990             |
| Domokos Kosáry          | May 24, 1990 – May 9, 1996              |
| Ferenc Glatz            | May 9, 1996 – May 4, 2002               |
| Szilveszter Vizi        | May 5, 2002 – May 6, 2008               |
| József Pálinkás         | May 6, 2008 – 6 de maio de 2014         |
| László Lovász           | 6 de maio de 2014 – 31 de julho de 2020 |
| Tamás Freund            | desde 1 de agosto de 2020               |